# Desaparició inquietant
Desaparició inquietant (títol original en francès, Disparition inquiétante) és una sèrie de televisió francesa escrita per Johanne Rigoulot, dirigida per Arnauld Mercadier i produïda per Stéphane Strano. Es va estrenar el 27 de febrer de 2019 a France 2. S'ha doblat al valencià per a À Punt.

## Episodis
| Núm. | Títol                  | Direcció           | Guió                                  | Data d'emissió original | Data d'emissió a À Punt |
| ---- | ---------------------- | ------------------ | ------------------------------------- | ----------------------- | ----------------------- |
| 1    | «Assassinat a Alsàcia» | Arnauld Mercadier  | Johanne Rigoulot                      | 27 de febrer de 2019    | 7 de maig de 2023       |
| 2    | «Instints maternals»   | Arnauld Mercadier  | Johanne Rigoulot i Catherine Hoffmann | 13 de gener de 2021     | 21 de maig de 2023      |
| 3    | «Un cas personal»      | Arnauld Mercadier  | Johanne Rigoulot                      | 27 de gener de 2021     | 14 de maig de 2023      |
| 4    | «Sota pressió»         | Arnauld Mercadier  | Johanne Rigoulot                      | 13 d'abril de 2022      | 4 de juny de 2023       |
| 5    | «Retour aux Sources»   | Stéphanie Pillonca | Johanne Rigoulot                      | 17 de maig de 2023      | Sense anunciar          |